# Episodi di Tredici (prima stagione)

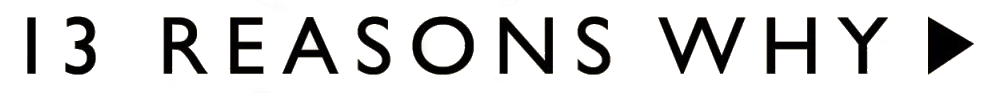
Logo della serie

La prima stagione della serie televisiva Tredici, composta da tredici episodi, è stata interamente pubblicata sul servizio di video on demand Netflix il 31 marzo 2017 in tutti i territori in cui il servizio è disponibile.
| nº | Titolo originale | Titolo italiano     | Pubblicazione |
| -- | ---------------- | ------------------- | ------------- |
| 1  | Tape 1, Side A   | Cassetta 1, parte A | 31 marzo 2017 |
| 2  | Tape 1, Side B   | Cassetta 1, parte B | 31 marzo 2017 |
| 3  | Tape 2, Side A   | Cassetta 2, parte A | 31 marzo 2017 |
| 4  | Tape 2, Side B   | Cassetta 2, parte B | 31 marzo 2017 |
| 5  | Tape 3, Side A   | Cassetta 3, parte A | 31 marzo 2017 |
| 6  | Tape 3, Side B   | Cassetta 3, parte B | 31 marzo 2017 |
| 7  | Tape 4, Side A   | Cassetta 4, parte A | 31 marzo 2017 |
| 8  | Tape 4, Side B   | Cassetta 4, parte B | 31 marzo 2017 |
| 9  | Tape 5, Side A   | Cassetta 5, parte A | 31 marzo 2017 |
| 10 | Tape 5, Side B   | Cassetta 5, parte B | 31 marzo 2017 |
| 11 | Tape 6, Side A   | Cassetta 6, parte A | 31 marzo 2017 |
| 12 | Tape 6, Side B   | Cassetta 6, parte B | 31 marzo 2017 |
| 13 | Tape 7, Side A   | Cassetta 7, parte A | 31 marzo 2017 |

## Cassetta 1, parte A
- Titolo originale: Tape 1, Side A
- Diretto da: Tom McCarthy
- Scritto da: Brian Yorkey

### Trama
Clay Jensen è un adolescente di diciassette anni, timido e riservato, che studia alla Liberty High School. Un giorno trova sull'uscio di casa una scatola contenente sette audiocassette registrate da Hannah Baker, una compagna di scuola che appena sette giorni prima si è tolta la vita. Nei nastri Hannah racconta i tredici motivi che l'hanno spinta al suicidio, spiegando che chi li ha ricevuti è in qualche modo responsabile della sua morte. Le uniche due regole sono ascoltare tutte le cassette e passarle alla persona successiva. Nell'incartamento è presente anche una cartina della città, con segnati i luoghi significativi della storia di Hannah. Dopo aver rotto lo stereo del padre, Clay ruba il walkman del suo amico Tony Padilla per proseguire l'ascolto.
Passato. Clay e Hannah si conoscono al cinema Crestmont, dove svolgono un lavoretto estivo. Hannah, assunta tre settimane prima di lui e per questo incaricata di formarlo, è arrivata in città da un paio di mesi e con il suo carattere solare prova a vincere la timidezza di Clay. Hannah lo invita a una festa a casa sua che le ha organizzato Kat, un'amica comune in procinto di trasferirsi, per farle conoscere i ragazzi della scuola. Kat intuisce l'affinità che sta nascendo tra Clay e Hannah, spronando il ragazzo ad assecondare questo sentimento. Hannah però si invaghisce di Justin Foley, la stella della squadra di basket del liceo, e chiede a Kat, che è stata fidanzata con lui, il permesso di corteggiarlo. Su Hannah ha messo gli occhi anche Bryce Walker, un amico di Justin di famiglia benestante, ma sia Clay che Kat la mettono in guardia da lui perché, dietro l'immagine dell'affascinante ragazzo ricco, nasconde un lato oscuro. Hannah inizia così a frequentare Justin, dandogli il primo bacio durante un appuntamento al parco. Il giorno seguente, vantandosi con gli amici di un rapporto sessuale in realtà mai avvenuto, Justin mostra loro una fotografia scattata ad Hannah sullo scivolo del parco in biancheria intima. Bryce, impossessatosi del cellulare di Justin, diffonde l'immagine a tutta la scuola. Hannah cerca conforto in Clay, ma il muro che il ragazzo ha eretto con il mondo esterno la induce ad andarsene, delusa di non essere compresa nemmeno dall'unica persona che credeva veramente amica.
Presente. Clay non si capacita di come possa essere stato annoverato tra i responsabili del suicidio di Hannah, avendola sempre rispettata e persino amata. Dopo essere passato in bicicletta a casa dell'amica e al parco, i luoghi del lato A della prima cassetta, Clay è raggiunto da Tony che gli rivela di essere stato anche lui tra i destinatari della lista di Hannah. Tony lo esorta ad ascoltare tutte le cassette, affinché possa comprendere la verità sulla morte di Hannah e darsi finalmente pace. Mentre Justin viene convocato nell'ufficio del preside, Clay trova il coraggio di riprendere l'ascolto dei nastri.
- Contenuto della cassetta dedicato a: Justin Foley, per aver diffuso una foto hot di Hannah assieme a un racconto inventato a sfondo sessuale sul loro appuntamento.

## Cassetta 1, parte B

Una scena dell'episodio

- Titolo originale: Tape 1, Side B
- Diretto da: Tom McCarthy
- Scritto da: Brian Yorkey

### Trama
Lainie, la madre di Clay, vuole che la famiglia faccia colazione insieme tutte le mattine, dando una parvenza di unità. Preoccupata che la morte di Hannah stia opprimendo suo figlio, Lainie gli ha fatto prescrivere dei farmaci che ha smesso di assumere da due anni. Clay prosegue l'ascolto dei nastri di Hannah, apprendendo che la seconda persona ad averla ferita è stata Jessica Davis.
Passato. Il tutor scolastico chiede ad Hannah e Jessica, entrambe appena arrivate nella scuola, di iniziare a fare amicizia tra di loro. Superata l'iniziale diffidenza, l'intesa tra le due ragazze funziona e si allarga ad Alex Standall, un altro nuovo studente conosciuto alla caffetteria Monet's. Hannah, Jessica e Alex formano un trio affiatato, almeno fino a quando prima Alex e poi Jessica la abbandonano per entrare in gruppi diversi. Hannah riceve un duro colpo quando scopre che Jessica e Alex si sono fidanzati, escludendola dalla loro relazione. Jessica viene raggiunta da voci secondo cui Alex sarebbe innamorato di Hannah. Jessica le tira uno schiaffo, suggellando la fine della loro amicizia.
Presente. Clay è convocato in segreteria perché qualcuno ha chiesto di registrare le sue presenze alle lezioni. Tutti sono preoccupati per Justin, scomparso dopo la convocazione nell'ufficio del preside del giorno precedente. Jessica, diventata la fidanzata di Justin dopo aver lasciato Alex, tenta inutilmente di contattarlo affinché partecipi a una cerimonia della squadra di basket. Bryce è premiato come miglior atleta dell'anno e incaricato di annunciare la squadra di basket della nuova stagione, ma quando chiama il nome di Justin nessuno si presenta. Clay vuole che Jessica si attivi per denunciare la scomparsa di Justin, però l'atteggiamento ostile della ragazza gli fa capire che nasconde qualcosa. Zach e Marcus, i due migliori amici di Justin, offrono a Clay un passaggio a casa di Bryce per fargli vedere qualcosa di interessante. Clay declina l'invito, diffidando da due persone che fino a poco tempo prima lo bullizzavano. Justin si è nascosto nella dépendance della villa di Bryce. Saputo che le cassette di Hannah sono in possesso di Clay, Justin non è affatto preoccupato, convinto che nemmeno lui dirà niente su quello che ascolterà. Jessica, che nel frattempo ha raggiunto Justin nel suo nascondiglio, teme invece che Clay, essendo caratterialmente diverso rispetto agli altri studenti, possa parlare. Olivia Baker, la madre di Hannah, trova dentro un libro un foglio in cui sono elencati i nomi di alcune ragazze della Liberty. La donna telefona a Tony, con il quale è in evidente confidenza, chiedendogli nuovamente il suo aiuto. Clay osserva l'amico entrare in casa di Hannah, sospettoso di questo rapporto privilegiato con i genitori della ragazza defunta.
- Contenuto della cassetta dedicato a: Jessica Davis, per aver abbandonato Hannah quando si è fidanzata con Alex e per averla incolpata della rottura con quest'ultimo.

## Cassetta 2, parte A
- Titolo originale: Tape 2, Side A
- Diretto da: Helen Shaver
- Scritto da: Diana Son

### Trama
Hannah parla dell'effetto farfalla, secondo cui anche una minima azione può provocare conseguenze enormi e imprevedibili.
Passato. Alla Liberty inizia a circolare una classifica delle studentesse, dove Hannah viene giudicata la ragazza con il miglior sedere. La sua già fragile reputazione viene ulteriormente danneggiata e ora è oggetto di derisione ogni volta che attraversa i corridoi della scuola. Hannah confida il proprio disagio a Clay, il quale però sbaglia per l'ennesima volta a usare le parole, dicendole che dovrebbe essere contenta di aver prevalso in una categoria. La rabbia di Hannah si acuisce quando scopre che a votarla miglior sedere è stato Alex, la cui intenzione non era fare un torto a lei, bensì a Jessica, con cui si era appena lasciato perché non gli si concedeva. Questo avvenimento ha tuttavia inasprito i rapporti tra Hannah e Jessica, portando allo schiaffo del Monet's. Hannah incontra Bryce a Blue Spot, una drogheria da lei abitualmente frequentata, dove il ragazzo le palpa il sedere per complimentarsi con lei.
Presente. Olivia ha fondati sospetti che Hannah sia stata vittima di bullismo. Per questa ragione porta al preside il foglio, vale a dire la classifica delle studentesse,  che ha trovato tra gli effetti personali della figlia. Delusa perché il preside non le ha dato l'impressione di voler indagare a fondo, Olivia si rifugia in bagno e trova diverse scritte offensive sui muri. Questo la convince che il bullismo è in realtà un fenomeno diffuso in tutta la scuola, quindi non riguardava unicamente Hannah. Clay vuole incontrare Alex per chiedergli conto di quanto ha fatto ad Hannah e il ragazzo gli dà appuntamento al Monet's. Alex si dice tormentato dai sensi di colpa per aver preferito gli amici "popolari" ad Hannah, inserendola in quella lista. Quando vedono Tony entrare nel locale assieme a Olivia, Alex suggerisce a Clay di diffidare da quello che crede un suo amico, poiché non compare in nessuna cassetta e quindi in questa faccenda è mosso soltanto dall'egoismo. Clay si reca da Blue Spot e anche lui, come accaduto ad Hannah, trova Bryce. Costui è in compagnia dei suoi amici, tra i quali Justin e Alex, e lo obbliga a sfidare Alex nel bere 1,5 litri di birra di malto tutta d'un sorso. Sentendosi minacciato, Clay partecipa al "gioco" e batte Alex. Tony assiste alla scena e abbandona Clay, deluso che si stia facendo manipolare dalle cattive persone. Tuttavia, seguendo Tony per verificare se Alex aveva ragione sul suo conto, lo trova a picchiare un ragazzo insieme ad altri tizi. Tornato a casa ubriaco per la birra bevuta, Clay vomita sul tavolo ed è messo in punizione dalla madre. Alex si lascia cadere nella piscina di Bryce, ma decide di riemergere poco prima di affogare. Svegliatosi dalla sbornia, Clay inizia ad ascoltare il lato B della seconda cassetta, in cui Hannah chiede di essere silenziosi. Clay sgattaiola fuori dalla finestra.
- Contenuto della cassetta dedicato a: Alex Standall, per aver messo Hannah nella categoria "miglior sedere" della scuola, rendendola un bersaglio facile.

## Cassetta 2, parte B
- Titolo originale: Tape 2, Side B
- Diretto da: Helen Shaver
- Scritto da: Thomas Higgins

### Trama
La voce di Hannah conduce Clay davanti alla casa del prossimo bersaglio: Tyler Down, il fotografo del giornalino della scuola. Clay è raggiunto da Marcus, il quale gli spiega che da qualche tempo Tyler è vittima di atti vandalici.
Passato. Dopo aver ammirato insieme un'eclissi lunare, Clay accompagna Hannah a casa e, ingenuamente, anziché baciarla si limita a darle un abbraccio. Andata a dormire, Hannah sente chiaramente il rumore di una macchina fotografica. Convinta di essere pedinata da uno stalker, Hannah ottiene l'aiuto della vicina di banco Courtney Crimsen che si offre di trascorrere la notte da lei. Le due ragazze decidono di allentare la tensione con un po' di alcol e il gioco "obbligo o verità", finendo per scordarsi il motivo del loro incontro. Courtney chiede ad Hannah di baciarla, venendo fotografate proprio in quel momento dallo stalker. Hannah è tempestiva nel puntare la torcia e scoprire l'identità del pedinatore misterioso, Tyler. Courtney è terrorizzata all'idea che Tyler possa pubblicare le fotografie e svelare pubblicamente la sua omosessualità. Hannah pensa di aver sistemato le cose, chiedendo a Tyler di eliminare le immagini, però il ragazzo, scottato dal rifiuto di Hannah di uscire con lui, ne pubblica ugualmente una in cui le due ragazze non sono immediatamente riconoscibili.
Presente. Il padre di Clay comunica al figlio che ha convinto la madre a sospendere la sua punizione, in cambio di più apertura e collaborazione. Olivia irrompe a un seminario della Liberty sul bullismo, denunciando pubblicamente le scritte offensive fotografate in bagno. Clay vuole che Tyler distrugga le fotografie scattate ad Hannah, altrimenti lo denuncerà. Tyler confessa di aver segretamente amato Hannah, essendo diversa dalle altre ragazze, e nella sua attività ha notato come anche Clay sia stato innamorato di lei sanza il coraggio di farsi avanti. Bryce invita Clay alla sua festa di Halloween, con Tony che gli sconsiglia di andarci. Convinto da Marcus a partecipare, Clay discute con Tony e gli dice di averlo visto picchiare una persona assieme ai suoi fratelli. Clay trova dei ragazzi mascherati intenti a vandalizzare la casa di Hannah. Olivia, uscita per scacciare i vandali, invita Clay a entrare dopo che quest'ultimo si è presentato come un amico di Hannah. Clay, non volendosi sbilanciare prima di aver terminato l'ascolto delle cassette, racconta alla signora Baker di non conoscere i motivi che potrebbero averla spinta al suicidio. Olivia dice poi di ricordarsi di lui, avendo visto Clay fuori da casa, quindi gli propone di collaborare alla ricerca della verità. Clay pensa di andare alla festa di Bryce, però la madre ha invitato Tony a cena. Clay e Tony si punzecchiano sulla "ricerca" a cui stanno lavorando, vale a dire le cassette di Hannah, con Clay che lascia trasparire la volontà di interrompere l'ascolto e passarle direttamente al prossimo sulla lista. Prima di salutarsi, Tony giustifica il pestaggio a cui Clay ha assistito come una vendetta familiare e gli rinnova il suo invito a non frequentare Bryce e il suo gruppo. Justin e gli altri ragazzi sono terrorizzati quando un corriere consegna un pacco, ma Bryce li rimprovera perché erano oggetti del padre anziché le tanto temute cassette. Clay ritorna davanti a casa di Tyler, meditando di lanciare un sasso contro la finestra come hanno fatto tutti gli altri ragazzi prima di lui, poi all'improvviso cambia idea e lo fotografa nudo. Clay diffonde l'immagine, così da ripagare Tyler con la sua stessa moneta e vendicare Hannah.
- Contenuto della cassetta dedicato a: Tyler Down, per aver stalkerato Hannah e diffuso la foto del bacio tra lei e Courtney in tutta la scuola.

## Cassetta 3, parte A
- Titolo originale: Tape 3, Side A
- Diretto da: Kyle Patrick Alvarez
- Scritto da: Julia Bicknell

### Trama
Clay sogna di trovarsi al ballo della scuola e, incoraggiato da Jeff Atkins, invita Hannah a ballare. Quando sta per baciarla, entrambi iniziano a perdere sangue e Hannah viene accoltellata da Courtney, mentre Tony applaude ironicamente Clay per quello che ha combinato. Nel nuovo nastro Hannah se la prende con Courtney, accusandola di nascondere la sua vera natura dietro il paravento della ragazza perfetta.
Passato. Hannah vuole ricucire con Courtney, dicendole che non ci sono motivi per interrompere la loro amicizia e che la sua omosessualità non può essere considerata un problema. Courtney invita Hannah ad andare al ballo invernale assieme a lei e alle sue amiche. Hannah è al settimo cielo perché il padre, desideroso di aiutarla a migliorare la sua reputazione, ha cambiato contratto per poter avere in leasing una macchina nuova e più bella, da prestare ad Hannah appositamente per andare al ballo. Bryce afferma di aver riconosciuto Hannah e Courtney come le ragazze che si baciano nello scatto di Tyler. Clay, andato al ballo dopo aver perso una scommessa con Jeff, viene "costretto" da quest'ultimo a invitare Hannah a ballare. Proprio mentre sta per baciarla, Hannah si accorge che Justin sta molestando una Jessica ubriaca e chiede a Clay il permesso di andarla a salvare. Nel frattempo, Courtney ha detto al fastidioso Montgomery de la Cruz che le ragazze del bacio sono Hannah e Laura, una compagna di classe dichiaratamente lesbica, confermando inoltre la bugia che Hannah si sarebbe concessa a Justin nel parco. Tony soccorre Hannah, rimasta con la macchina in panne, e le regala un'audiocassetta contenente il brano romantico che stavano ballando lei e Clay.
Presente. In seguito alla diffusione della sua foto nudo, Tyler continua a essere bullizzato e si rivolge al consulente scolastico Porter. Costui però lo liquida in fretta, sostenendo che sia stato lui stesso a mettersi in questa situazione. Courtney trova Lainie in segreteria, preoccupandosi perché è andata a parlare con il preside. Justin e i suoi amici iniziano a temere che Clay possa aver parlato con la madre, benché non sia ancora arrivato al momento clou dell'ascolto. Tyler vorrebbe aggregarsi al gruppo contro Clay, però gli altri ragazzi non si fidano di lui e lo escludono dalle loro trame. Clay porta Courtney alla tomba di Hannah, ancora sprovvista della lapide, e la accusa di aver sacrificato la reputazione dell'amica pur di salvare la propria immagine. Tony consegna a Clay la stessa audiocassetta che diede ad Hannah la sera del ballo. Clay viene raggiunto da Justin e i suoi sodali che lo costringono a salire in macchina, con Alex al volante, per punirlo dopo che ha infastidito Courtney. Alex fa andare il veicolo ad alta velocità e sono fermati da un poliziotto, rivelatosi essere il padre dello stesso Alex, che si limita a fargli una semplice ramanzina. Justin deride Clay, affermando come questo episodio dimostri che sono intoccabili, quindi non gli conviene mettersi contro di loro. La Liberty High School fa causa ai Baker per le accuse di bullismo rivolte da Olivia alla scuola. Lainie, di professione avvocato, informa Clay che è stata nominata difensore della scuola. Clay dice di non essere a conoscenza di episodi di bullismo avvenuti a scuola e di non aver conosciuto bene Hannah. Incapace di vincere l'omertà, Clay scoppia a piangere sotto la doccia.
- Contenuto della cassetta dedicato a: Courtney Crimsen, per non aver trattato Hannah come un'amica, bensì come un capro espiatorio.

## Cassetta 3, parte B
- Titolo originale: Tape 3, Side B
- Diretto da: Kyle Patrick Alvarez
- Scritto da: Nic Sheff

### Trama
A scuola Alex scatena una lite contro Montgomery per averlo quasi investito con la macchina. Ad avere la peggio nella colluttazione è Alex, salvato dall'intervento di Porter che li convoca nel suo ufficio. Per chiarire una faccenda spinosa, soprattutto ora che la scuola è nell'occhio del ciclone per le accuse di bullismo lanciate dalla famiglia di Hannah, il consulente vuole ricorrere al comitato d'onore studentesco per evitare il coinvolgimento formale dell'istituto e garantire al tempo stesso un minimo di giustizia.
Passato. In occasione di San Valentino, le cheerleader organizzano una raccolta fondi chiamata "Oh My Dollar Valentine" che consiste in un test per scoprire la propria anima gemella. Una volta compilato il questionario, un algoritmo matematico seleziona i cinque profili più promettenti. Sia Hannah che Clay svolgono il test per fare in modo di essere abbinati e avere una "scusa ufficiale" per uscire insieme, però nessuno dei due compare tra i risultati dell'altro. Clay è aiutato nella compilazione del questionario da Jeff per apparire meno nerd, ma finge con Hannah di non averlo fatto. Quando Jeff chiede a Clay il risultato del suo test con Hannah presente, la ragazza decide di accettare la precedente proposta di uscita ricevuta da Marcus, uno dei suoi cinque risultati. Il giorno di San Valentino Hannah aspetta Marcus al luogo dell'appuntamento, ma il ragazzo si presenta con un'ora di ritardo e quattro compagni di scuola al seguito. Con il chiaro intento di farsi bello davanti agli amici, Marcus tenta uno spudorato approccio con Hannah e poi se ne va dopo l'inevitabile respingimento da parte della ragazza, fortemente imbarazzata per l'umiliazione pubblica. Zach, uno dei ragazzi della combriccola di Marcus, si siede davanti ad Hannah, visibilmente dispiaciuto per quanto accaduto. Quella sera Hannah piange nel proprio letto, ripensando a una ricerca scolastica sulle lapidi e chiedendosi cosa sarà scritto sulla sua.
Presente. Il comitato studentesco, presieduto da Marcus e con Courtney e Clay tra i membri, valuta il caso di Alex e Montgomery. Alex accusa alcuni componenti del comitato di ipocrisia, essendo loro stessi i primi a nascondere le proprie responsabilità su vicende ben più gravi della rissa. Clay prende brevemente la parola per dire che la colpa va generalizzata e non attribuita a una sola persona, alludendo quindi al caso di Hannah. Il comitato delibera la sospensione di Montgomery per tre giorni, mentre Alex se la cava con una diffida. Terminata la seduta, Marcus invita Clay a finire l'ascolto delle cassette e passarle alla persona successiva, poiché le conseguenze per qualche studente potrebbero essere gravi. Il rapporto tra Jessica e Justin diventa sempre più teso, poiché il ragazzo è tormentato dai problemi di alcolismo della madre e vuole nascondere un segreto contenuto nelle cassette di Hannah. Jessica, vivendo molto male questo allontanamento da Justin, si rifugia nel fumo e nell'alcol. Il padre di Alex si complimenta con il figlio per essersi fatto rispettare, trovando il coraggio di affrontare un prepotente pur sapendo di essergli fisicamente inferiore. Clay si offre di aiutare Sheri per un compito di storia, forte dell'esperienza di tutoraggio con Jeff. Quando si ritrovano da Monet's, Clay vede Tony in compagnia di un ragazzo che l'amico gli presenta come Brad. Andati a studiare a casa sua, Clay e Sheri iniziano a baciarsi appassionatamente, fino a quando la ragazza si interrompe, perché ha capito che Clay sta pensando ad Hannah. Sheri gli rivela di essere presente nelle cassette, chiedendogli di non ascoltare quella parte perché Hannah l'ha ritratta come il mostro che in realtà non è. Clay la caccia via, avendo compreso che il suo avvicinamento era un modo per indurlo a interrompere l'ascolto dei nastri. Clay si confronta con la madre sulla causa intentata dalla scuola contro i genitori di Hannah. Quando Lainie suggerisce che possa essere anche lui vittima di bullismo, Clay le fa notare che forse potrebbe essere lui stesso un bullo.
- Contenuto della cassetta dedicato a: Marcus Cole, per aver umiliato Hannah in pubblico cercando di approcciarla.

## Cassetta 4, parte A
- Titolo originale: Tape 4, Side A
- Diretto da: Gregg Araki
- Scritto da: Elizabeth Benjamin

### Trama
Clay è più taciturno del solito e Lainie propone al marito di tornare dallo psicologo, alludendo allo shock della morte di Hannah che si è suicidata tagliandosi le vene nella vasca da bagno. Nel nuovo nastro Hannah dice di volersela prendere con una persona solitamente molto carina, ma che l'ha delusa profondamente. Clay è convinto che sia arrivato il suo momento, sentendosi sollevato quando apprende che il bersaglio della quarta audiocassetta è Zach.
Passato. Alle lezioni di comunicazione sono appesi al muro dei sacchettini con il nominativo di ogni studente, dove lasciare dei bigliettini di complimento anonimi. Dopo la serata di San Valentino, Zach tenta di corteggiare Hannah in mensa e le dice che è molto più di un bel sedere. Hannah reagisce duramente a quella che valuta come un'offesa e Zach, la cui intenzione invece era farle un complimento sincero, la accusa di metterci del suo nell'essere allontanata da tutti. Hannah smette di ricevere bigliettini, così scrive una lettera a Zach che lascia nel suo sacchetto, ma lo vede gettarla via dopo averla letta. Profondamente amareggiata dal comportamento di un ragazzo che credeva diverso, Hannah scrive su un tovagliolo di Monet's che l'unica soluzione quando si sta male è togliersi la vita, dopodiché lo inserisce nel sacchetto della professoressa che alla lezione successiva lo legge davanti alla classe. Gli studenti pensano che l'autrice sia Skye Miller, una ragazza che lavora come cameriera al Monet's, con Hannah che nutre ancora più disprezzo verso Zach, il quale ha capito che è stata lei a scriverlo e ha lasciato circolare il pettegolezzo su Skye. Hannah riconosce che lo stesso Zach, all'apparenza un atleta ammirato da tutti, nasconde il suo essere una persona sola come lei.
Presente. Il padre di Clay gli suggerisce di vincere la sua timidezza interessandosi a qualche attività extrascolastica. Clay decide di andare alla partita di basket, faticando a nascondere il disagio del suo forte stress. Clay continua a immaginare situazioni ipotetiche e dialoghi inesistenti, come tirare un pugno a Zach oppure vedere il cadavere di Hannah a centrocampo. Uscito dalla palestra per l'imbarazzo del suo comportamento, Clay riga la macchina di Zach con l'appoggio di Skye. Dopo aver confidato il suo gesto a Tony, Clay torna a casa e il mattino seguente è svegliato dal padre perché la madre di Zach sta indagando su chi gli ha rigato la macchina. Clay si assume la colpa, deludendo profondamente sua madre che si era accalorata nel difenderlo. Zach non si arrabbia con Clay, avendo riconosciuto nel suo gesto una vendetta per quanto fatto ad Hannah, ma ovviamente non vuole che nessuno lo sappia. Zach gli mostra di aver conservato nel portafoglio la lettera di Hannah, la quale aveva quindi equivocato la scena e pensato che l'avesse gettata via, e Clay si rifiuta di leggerla. L'episodio della macchina di Zach convince anche il padre di Clay che il figlio ha quanto mai bisogno di sostegno psicologico. Consapevole che non può andare avanti così, Clay consegna le cassette di Hannah a Tony. Il giorno seguente a scuola Clay appare euforico, ma la riconquistata serenità è effimera perché immagina di sentire la voce di Hannah al posto dell'altoparlante. Durante una verifica di comunicazione, Clay confessa alla professoressa che il biglietto letto l'anno precedente in classe era di Hannah. Il discorso è interrotto da Porter, il quale convoca Clay per comunicargli che ha scelto lui e Courtney per accompagnare un gruppo di studenti stranieri in un tour della scuola. Clay ha l'ennesimo crollo emotivo, iniziando a inveire contro gli altri ragazzi per aver rimosso ogni segno delle cose orribili fatte ad Hannah. Mentre Clay segue Porter nel suo ufficio, Justin dice ai compagni che serve una nuova strategia per metterlo a tacere. 
- Contenuto della cassetta dedicato a: Zach Dempsey, per aver esasperato la solitudine di Hannah come punizione al rifiuto di lei.

## Cassetta 4, parte B
- Titolo originale: Tape 4, Side B
- Diretto da: Gregg Araki
- Scritto da: Kirk Moore

### Trama
Porter sceglie la linea morbida nei confronti di Clay, uno studente che dal punto di vista disciplinare non ha mai dato problemi. Il ragazzo fatica a spiegare le ragioni del suo comportamento, giustificandolo con lo shock ancora non superato per la morte di Hannah. Uscito da scuola, Clay è costretto da Tony a seguirlo in macchina perché devono discutere una faccenda importante. Intanto, Justin è talmente nervoso da dirsi disposto a uccidere Clay, facendo sembrare la sua morte un suicidio, affinché la verità sulla morte di Hannah resti nascosta per sempre. Alex, sempre più sofferente per il castello di bugie che stanno costruendo, decide di abbandonare la combriccola.
Passato. Alla giornata di orientamento per il college Hannah si rende conto che, non avendo né una media voti eccelsa né una situazione economica particolarmente rosea, non può permettersi granché. Anche il signor Porter, considerando il peggioramento del suo rendimento scolastico, l'aveva invitata a rivedere le proprie ambizioni. Durante l'orientamento Hannah conosce il giovane bibliotecario di Crestmont che la invita a partecipare al "club della poesia", un luogo in cui persone di tutte le età possono confrontarsi e dare sfogo alla propria creatività. Al club Hannah incontra Ryan Shaver, lo studente della Liberty che dirige il giornalino della scuola. Hannah non è particolarmente lieta di vederlo perché, al di là della reputazione di snob egocentrico, è ancora scottata per la faccenda della classifica in cui era risultata miglior sedere. Ryan le chiede sinceramente scusa, spiegandole che proprio lui (magrolino, gay e amante della poesia) dovrebbe sapere quanto possa fare male sentirsi giudicato dagli altri, e per farsi perdonare le regala un diario in cui scrivere i propri pensieri. Quando sua madre le confida che anche lei da ragazza ha avuto la passione per la letteratura, Hannah chiede a Ryan di vedersi più spesso per imparare da lui come trasmettere attraverso le parole i sentimenti più profondi. Hannah scrive una bellissima e coinvolgente poesia sul proprio stato d'animo e su quanto si senta incompresa e sola, ma nega a Ryan il permesso di pubblicarla. Ryan decide di non ascoltarla e, strappata la pagina del diario, la pubblica ugualmente senza firmarla. Tuttavia, le compagne riconoscono la scrittura di Hannah e ben presto tutti sanno chi è l'autrice della poesia. L'umiliazione di Hannah aumenta quando la professoressa di letteratura, colpita dal talento dello scrittore in erba, legge la poesia a lezione. Durante una pausa al cinema Clay dice ad Hannah di aver letto la poesia, senza sapere che fosse lei l'autrice, spiegandole che è una penna affascinante, ma non per questo sarebbe un tipo con cui uscire.
Presente. Tony porta Clay a fare un'arrampicata, spiegandogli che vuole farlo diventare un uomo. Benché Tony lo abbia rassicurato sulla semplicità di una roccia per scalatori principianti, Clay ha la sensazione che l'amico voglia metterlo in pericolo, quasi che Justin e gli altri gli abbiano ordinato di toglierlo di mezzo. Invece, arrivato in cima prima di Clay, Tony gli lancia una corda e lo porta in vetta. Tony rivela a Clay di essere gay e che Brad, il ragazzo con cui lo ha visto a Monet's, è il suo attuale fidanzato. Tony afferma che l'amicizia con Hannah era diventata nel tempo pressante e sfiancante, essendo lui il suo unico confidente. Un giorno l'aveva vista lasciare un pacchetto sull'uscio di casa sua, decidendo di non andare alla porta a salutarla perché non aveva voglia di sorbirsi il suo ennesimo sfogo. Poco dopo, aperto il pacchetto e iniziato l'ascolto delle cassette, Tony ha capito le intenzioni dell'amica e si è precipitato da lei, non facendo in tempo ad arrivare. Tony ha così assistito alla rimozione del cadavere di Hannah dalla scena del suicidio. Capito che Tony si sta prodigando per rispettare le ultime volontà di Hannah, Clay gli chiede indietro le cassette per poter finire l'ascolto. Clay si reca nella farmacia dei Baker per consegnare a Olivia una copia del giornalino scolastico con la poesia di Hannah.
- Contenuto della cassetta dedicato a: Ryan Shaver, per aver diffuso a tutta la scuola i pensieri più intimi di Hannah, rendendola oggetto di scherno e derisione.

## Cassetta 5, parte A
- Titolo originale: Tape 5, Side A
- Diretto da: Carl Franklin
- Scritto da: Hayley Tyler

### Trama
Nella quinta cassetta Hannah torna a prendere di mira Justin, parlando di un grave episodio verificatosi a una festa da Jessica. Justin e i suoi amici sono preoccupati che Clay possa riferire a un adulto quanto è accaduto e a nulla valgono gli ammonimenti, prima di Jessica e poi di Marcus, a non credere al contenuto delle cassette. Il padre di Hannah mostra a Porter il giornalino con pubblicata la poesia in cui la figlia annunciava il proprio suicidio, accusandolo di non aver fatto niente per impedirle di attuare il suo proposito.
Passato. La scuola è finita e Hannah vuole approfittare delle vacanze estive per un cambiamento radicale di sé stessa, a cominciare dal taglio di capelli. Clay la invita ad accompagnarlo alla festa di Jessica e Hannah, benché riluttante a mischiarsi alla folla, alla fine accetta. Justin chiede a Jessica di essere ufficialmente la sua ragazza. Hannah rimprovera Jessica per essersi fidanzata con colui che ha dato il via alle persecuzioni contro di lei. Superato l'imbarazzo iniziale, Hannah si sente a suo agio come non accadeva da diverso tempo e trascorre una serata divertente con Clay. La situazione però cambia drasticamente quando Hannah si ritrova dentro una stanza, dove Justin e Jessica stanno amoreggiando. Essendo Jessica alticcia, Justin la lascia nel letto a dormire ed esce dalla camera. Hannah è costretta a nascondersi dall'arrivo di un altro ragazzo, Bryce, il quale inizia ad abusare dell'inerme Jessica. Hannah assiste scioccata alla violenza, tanto che nella cassetta accuserà anche sé stessa per non aver avuto il coraggio di fare qualcosa. Justin non è riuscito a opporsi alla volontà di Bryce, desideroso di appropriarsi di tutto ciò che è suo, compresa Jessica. Quest'ultima si è svegliata durante lo stupro di Bryce.
Presente. Interrogato da Porter sulla poesia di Hannah, Ryan finge di non aver saputo che fosse lei l'autrice. Porter lo costringe a interrompere la pubblicazione della rivista, bloccando il numero speciale in uscita dedicato ad Hannah. Marcus chiede a Bryce di procurargli della droga, nascondendola nello zaino di Clay e denunciandolo a Porter. Quando l'ispezione porta alla luce la droga, Clay è punito con tre giorni di sospensione e l'obbligo di firmare il programma antidroga della polizia. Clay chiama in causa colui che lo ha denunciato, ma non può spiegare a Porter e alla vicepreside il motivo per cui qualcuno potrebbe avercela con lui. Clay confessa alla madre di aver conosciuto bene Hannah e che, contrariamente agli altri, sta ancora soffrendo il vuoto della sua perdita. Lainie fa capire al figlio che, se ha visto commettere qualche reato contro cui legalmente non si può più procedere, è bene comunque non tenerlo segreto. Clay si reca a casa di Justin, mettendo in chiaro che non è nella posizione di denunciarlo, tuttavia gli suggerisce di regolare i conti con Bryce. Justin però non vuole guardare in faccia la realtà e definisce Hannah una "mitomane", dichiarando di voler proteggere Jessica proprio perché tiene a lei. Jessica ricorda benissimo cosa le ha fatto Bryce quella notte e Justin, che alla fine ha ascoltato le parole di Clay, va a parlarle per chiarire l'episodio. Lainie medita di rinunciare alla difesa della scuola nella causa contro i Baker. Tornato in possesso della sua bicicletta, Clay si reca da Tony per accusare lui e gli altri di aver ascoltato il racconto di Hannah senza battere ciglio. Clay mette le mani addosso a Tony, trattenendosi per non ferire l'amico e prendendosela con la bici forata. Tony assicura Clay che, quando avrà ascoltato tutte le cassette, sarà al suo fianco nella battaglia per la verità. Clay gira la quinta cassetta, iniziando l'ascolto del lato B con Tony accanto.
- Contenuto della cassetta dedicato a: nuovamente Justin Foley, per non essere riuscito a difendere Jessica da Bryce, e in parte anche a lei, per lo stesso motivo.
- Note: l'episodio è stato contrassegnato come "vietato ai minori" a causa della scena di uno stupro.

## Cassetta 5, parte B
- Titolo originale: Tape 5, Side B
- Diretto da: Carl Franklin
- Scritto da: Nathan Jackson

### Trama
Justin si accorge che Jessica nasconde una bottiglia di alcol sotto il letto, rendendosi conto che la fidanzata ha un problema serio col bere. Il lato B della quinta cassetta di Hannah ha come bersaglio Sheri Holland. Debole e intorpidita, Hannah vuole abbandonare la festa di Jessica e approfitta del passaggio offertole da Sheri. Durante il tragitto quest'ultima si lamenta di un party che si sarebbe aspettata più movimentato. Hannah la smentisce, ma anziché rivelare la scena a cui ha assistito le dice di essere semplicemente ubriaca. Distraendosi dalla guida, Sheri abbatte un cartello stradale e intende far finta di nulla. Hannah la rimprovera perché non ci si comporta in questo modo e, per tutta risposta, Sheri la lascia a piedi e con il telefono scarico. Nel frattempo, Jeff è incaricato di andare a comprare birra per la festa. Il ragazzo muore in un incidente causato dall'assenza del segnale di STOP divelto da Sheri. Hannah si precipita da Blue Spot e, chiedendo il cellulare al proprietario, contatta il 911 per segnalare l'incidente, apprendendo che qualcuno l'ha preceduta. Il lunedì seguente a scuola tutti sono sotto shock per la morte di Jeff e Hannah, a conoscenza della verità, cerca di parlarne con Clay che però la accusa di voler strumentalizzare la tragedia di un ragazzo che non conosceva nemmeno. La versione ufficiale della polizia è che Jeff fosse ubriaco, essendo state trovate confezioni di birra a bordo del veicolo, mentre non c'è traccia dell'assenza dello STOP.
Presente. Clay minaccia Sheri di rivelare il suo coinvolgimento nella morte di Jeff, non avendo segnalato l'abbattimento del cartello che ha indirettamente causato l'incidente. Clay va a casa della signora Cantrell, il cui marito è rimasto ferito nell'incidente di Jeff, trovandoci Sheri che, per ripulirsi la coscienza, lo aiuta con le commissioni. Jessica dà preoccupanti segnali di squilibrio e Justin è sempre più in ansia per lei. La ragazza porta Bryce a casa sua, mostrandogli che nella cassaforte in camera nasconde delle pistole ed è pronta a usarle per difesa personale. I Baker ricevono una proposta di patteggiamento dalla Liberty High. Mentre il padre di Hannah è disposto a valutarla, avendo bisogno di soldi per sostenere la farmacia di famiglia, Olivia è decisa ad andare fino in fondo e fare giustizia in nome della figlia. Olivia prova a fare leva sul senso materno di Lainie, chiedendole come si comporterebbe se la stessa sorte di Hannah fosse capitata a Clay. Costui passa dai genitori di Jeff per raccontare loro di aver assistito all'incidente e chiamato il 911, chiarendo che il figlio gli aveva detto di non aver bevuto alla festa e il suo incidente è dovuto all'assenza del cartello stradale. Tony preannuncia a Clay che la prossima cassetta è quella che riguarda lui. A Clay manca il coraggio di ascoltarla, temendo di sentire dalla voce di Hannah il motivo per cui è responsabile del suo suicidio. Tony spinge Clay a riflettere sul fatto che sono tutti colpevoli, ma a precisa domanda risponde all'amico che proprio lui ha la colpa maggiore.
- Contenuto della cassetta dedicato a: Sheri Holland, per aver abbandonato Hannah e involontariamente causato l'incidente in cui è morto Jeff.

## Cassetta 6, parte A
- Titolo originale: Tape 6, Side A
- Diretto da: Jessica Yu
- Scritto da: Diana Son

### Trama
Clay accetta di ascoltare il nastro che lo riguarda e chiede a Tony di stargli accanto. Hannah dice di aver ammirato Clay, essendo l'unico ragazzo capace di restare sempre fedele a sé stesso, disinteressandosi del giudizio degli altri. La storia che Hannah racconta ha avuto luogo sempre alla festa da Jessica, completando i buchi narrativi rimasti vuoti.
Passato. Clay si presenta a casa di Jessica troppo in anticipo, dandole una mano con i preparativi. Quando arriva Hannah, Clay è talmente agitato dal provare a fuggire e soltanto l'intervento di Jeff, colui che lo ha spinto a partecipare, lo convince a prendersi la ragazza. Nonostante il forte imbarazzo, Clay e Hannah trascorrono una serata piacevole e si isolano dagli altri invitati. Hannah però annuncia che sta per lasciare il lavoro al Crestmont, avendo i suoi genitori bisogno di lei in farmacia. Hannah e Clay entrano nella camera di Jessica, dove finalmente si baciano e iniziano ad amoreggiare. Tutto sta andando per il meglio, ma nella testa di Hannah si scatena il caos. Prima la ragazza immagina la loro vita da fidanzati, felici e ammirati dai compagni di scuola, dopodiché le affiorano alla mente i tristi ricordi delle angherie che ha subito e in cui Clay non ha mai preso posizione contro i suoi molestatori. Hannah interrompe le effusioni, ordinando a Clay di andarsene via. Il giovane tenta timidamente di chiederle cosa ha sbagliato, ma Hannah è irremovibile e non lascia spazio ad alcuna spiegazione. Uscito Clay, Hannah resta nella stanza a piangere e non fa in tempo a uscire prima che l'arrivo di Justin e Jessica metta in moto gli eventi successivi.
Presente. Arrivato al punto del nastro in cui è entrato nella stanza con Hannah, Clay interrompe l'ascolto e dice a Tony di sentirsi male. L'amico lo porta da Monet's perché ha bisogno di mettere qualcosa sotto i denti e Skye, in servizio, gli legge i tarocchi per aiutarlo a superare l'impasse. Le carte fotografano lo stato d'animo di Clay, preda di un groviglio emotivo che non riesce a districare e rimasto solo a combattere la sua battaglia. Clay ha notato segni di autolesionismo sul polso di Skye e la ragazza si giustifica dicendo che anche lei sta soffrendo, ma almeno non ha deciso di farla finita come Hannah. Indignato per le parole offensive di Skye nei confronti dell'amica defunta, Clay se ne va e Tony lo porta sulla collina per completare l'ascolto della cassetta. Hannah puntualizza che Clay non avrebbe meritato di essere sui nastri, non avendole fatto niente di male, però la sua presenza è necessaria affinché si capisca come sono andate poi le cose. Clay scoppia in lacrime, poiché se fosse rimasto con Hannah non si sarebbero verificati eventi quali la violenza di Bryce su Jessica e l'incidente mortale di Jeff. Clay medita di buttarsi dalla rupe, ma Tony lo convince che uccidersi non serve a nulla e deve trovare il modo di convivere con il dolore. Nel frattempo, Justin abbandona casa sua dopo l'ennesimo litigio con il fidanzato della madre, chiedendo ospitalità ad Alex perché Jessica non risponde ai suoi messaggi. Scoperto che la fidanzata si trova da Bryce, Justin si presenta a casa sua per riprendersi Jessica con la forza e rischia di scatenare una rissa quando accusa Bryce di averla violentata. Jessica dice a Justin di odiarlo, facendo capire che ritiene la loro storia finita. Porter è informato dalla professoressa di comunicazione del biglietto anonimo che Hannah ha scritto quando meditava il suicidio. I Baker hanno rifiutato il patteggiamento e Lainie informa Clay che sarà chiamato, assieme a molti compagni di scuola, a deporre in tribunale. Olivia trova un nuovo foglio di Hannah in cui compaiono i nomi dei ragazzi e la scritta "Ce ne sono altri".
- Contenuto della cassetta dedicato a: Clay Jensen, per non essere riuscito ad amare Hannah. Tuttavia, Hannah dice che Clay non merita di essere sui nastri, ma che era necessario inserirlo poiché importante ai fini del racconto e per fargli sapere come sono andate le cose.

## Cassetta 6, parte B
- Titolo originale: Tape 6, Side B
- Diretto da: Jessica Yu
- Scritto da: Elizabeth Benjamin

### Trama
Clay e gli altri ragazzi ricevono gli avvisi di comparizione. Il più nervoso è Tyler, essendo a conoscenza di informazioni che vanno oltre quanto registrato da Hannah nelle cassette. Justin implora il perdono di Jessica per aver lasciato che Bryce la violentasse, tentando di giustificarsi con il forte sostegno (soprattutto economico) che il ricco amico gli ha fornito negli anni. Clay inizia ad ascoltare il lato B della sesta cassetta, dove Hannah chiama in causa una persona fino a quel momento ignorata, ovvero Bryce.
Passato. I Baker hanno ricevuto un avviso di sfratto per la farmacia e Hannah si offre di aiutare i genitori, impegnando i soldi destinati alla sua istruzione. Hannah passa in banca a ritirare i soldi, ma dopo essersi fermata al Crestmont a parlare con Clay si accorge di aver perso la busta. Attanagliata dal senso di colpa, Hannah fa una lunga passeggiata che la conduce davanti alla casa di Bryce, dove è in corso una festa. Hannah si stupisce di trovare Jessica, come se con Bryce non fosse successo nulla, ed è invitata dalla sua vecchia amica a entrare nell'idromassaggio. Lasciata sola, la ragazza è raggiunta da Bryce che la violenta come avvenuto con Jessica, senza riuscire a opporre resistenza. Rientrata a casa, Hannah stila un elenco delle persone responsabili delle sue sfortune.
Presente. Tyler acquista illegalmente una pistola e si reca da Monet's, dove alcuni dei ragazzi si sono riuniti per discutere come comportarsi in merito alla deposizione. Courtney propone di concordare la stessa versione, facendo leva sull'inattendibilità della paranoica Hannah. L'atmosfera si surriscalda quando Zach riferisce la lite della sera precedente tra Justin e Bryce, sentita da altre persone non coinvolte dal giro delle cassette. Tyler propone di sacrificare Bryce, denunciandolo per il doppio stupro, affinché sia l'unico a pagare e invece tutti gli altri escano completamente puliti. Alex, che contrariamente agli altri non ambisce ad andare al college, vorrebbe dire la verità, nonostante l'avere un padre in polizia possa assicurargli sufficiente protezione. Olivia mostra a Tony il foglio trovato nell'armadio di Hannah, chiedendogli per quale motivo il nome di Bryce spicchi rispetto a tutti gli altri e perché accanto al suo ci siano dei punti di domanda. Brad, stanco di essere presentato da Tony come un semplice amico, vuole sapere dal fidanzato cosa sta accadendo riguardo ad Hannah. Clay si presenta a casa di Bryce e gli chiede della droga, una scusa per farsi raccontare quanto accaduto alla festa. Di fronte alla strafottenza di Bryce, Clay gli tira un pugno e subisce un violento pestaggio. Clay è comunque riuscito a registrare l'ammissione dello stupro da parte di Bryce con il registratore di Tony, avuto dall'amico in cambio del suo modello più vecchio. Justin è aggredito dal fidanzato della madre, furioso perché un poliziotto si è presentato a consegnargli la sua notifica del tribunale, e lo caccia di casa. Prima di uscire, Justin prende una pistola nascosta dentro una pentola. Lainie allerta la polizia perché Clay non è tornato a casa. Intanto, un'ambulanza del 911 trasporta un ragazzo con ferite d'arma da fuoco alla testa.
- Contenuto della cassetta dedicato a: Bryce Walker, per aver stuprato Hannah.

## Cassetta 7, parte A
- Titolo originale: Tape 7, Side A
- Diretto da: Kyle Patrick Alvarez
- Scritto da: Brian Yorkey

### Trama
Ha inizio il primo round di deposizioni. Zach riferisce di non aver conosciuto bene Hannah, pur ammettendo che a lui e ad altri è capitato di dire cose sgradevoli sul suo conto. Marcus dichiara di essersi innamorato di lei, non dandosi pace per il rifiuto incassato. A Courtney è mostrata la fotografia del suo bacio con Hannah, dimostrando come l'alibi di tutto il gruppo, vale a dire che nessuno la conosceva, alla prova dei fatti non regge.
Passato. Hannah termina la registrazione delle prime sei cassette, sentendosi alleggerita e pronta a dare una seconda possibilità alla vita. La ragazza incontra il signor Porter, manifestando il disagio di sentirsi apatica e facendo chiaramente capire di essere disposta al suicidio pur di trovare pace. Nello zaino Hannah nasconde il registratore con la settima cassetta, registrando il colloquio con Porter sul lato tredici per usarlo soltanto in caso di necessità. Hannah rivela al counselor di essere stata violentata da uno studente, senza farne il nome. Porter la invita a essere cauta nel formulare determinate accuse, limitandosi a suggerirle di voltare pagina per dimenticare quanto accaduto. Profondamente delusa dalla superficialità di Porter, constatando come nemmeno un adulto abbia avuto contezza delle angherie subite, Hannah include la settima cassetta nello stock che confeziona e consegna all'ufficio postale. Dopo essere passata al cinema per lasciare sul bancone la divisa di lavoro, senza scambiare nemmeno una parola con Clay, Hannah rientra a casa e, usando una lametta presa nel negozio dei genitori, si taglia le vene nella vasca da bagno. Quando Olivia la trova priva di sensi e con acqua insanguinata dappertutto, ormai è troppo tardi.
Presente. Clay consegna a Tony l'ultima cassetta di Hannah, sul cui lato B (il quattordicesimo) ha registrato la confessione di Bryce. Quest'ultimo sarebbe il prossimo destinatario delle cassette, comparendo successivamente a Clay e prima di Porter, l'ultimo destinatario delle stesse. Clay vorrebbe far saltare la catena, passando le cassette direttamente a Porter, onde evitare che Bryce le possa distruggere per occultare i reati commessi contro Hannah e Jessica. Costei nel frattempo ha denunciato alla polizia lo stupro, mettendo definitivamente alla porta Justin che non perdona per aver coperto il suo amico. Clay chiede a Porter di essere ricevuto, accusandolo di non aver fatto nulla per dissuadere Hannah dai suoi propositi suicidi, e fa il nome di Bryce come responsabile di averla violentata. Clay consegna al counselor le cassette di Hannah, invitandolo ad ascoltarle e procedere di conseguenza nel denunciare i reati commessi. Intanto, Justin rivela a Bryce l'esistenza delle cassette in cui Hannah ha raccontato tutto, mettendolo alla berlina anche per lo stupro di Jessica che fa il paio con quello commesso contro di lei. Tony consegna ai Baker una chiavetta USB su cui ha duplicato le cassette di Hannah. Nel secondo round di deposizioni Tyler denuncia il bullismo diffuso in tutta la scuola, facendo riferimento per la prima volta nel procedimento alle cassette di Hannah. Jessica trova il coraggio di confessare al padre, un uomo molto geloso delle sue figlie, che è stata violentata. Porter è informato dal preside che Alex si è sparato ed è in condizioni gravissime. Clay e Tony, accompagnati da Skye e Brad, si stanno recando alla loro deposizione e Clay propone di ascoltare, anziché una cassetta, la radio.
- Contenuto della cassetta dedicato a: sig. Porter, per non essere stato capace di aiutare Hannah nonostante le sue qualifiche.